# Leichtathletik-Europameisterschaften 1994/3000 m der Frauen

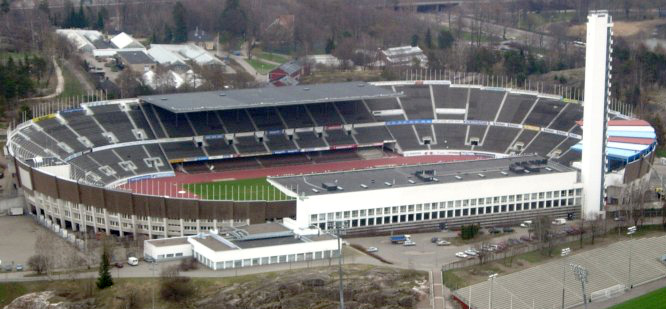
Das Olympiastadion von Helsinki im Jahr 2005

Der 3000-Meter-Lauf der Frauen bei den Leichtathletik-Europameisterschaften 1994 wurde am 7. und 10. August 1994 im Olympiastadion der finnischen Hauptstadt Helsinki ausgetragen.
Europameisterin wurde die irische Olympiazweite über 1500 Meter von 1992 und Europarekordinhaberin Sonia O’Sullivan. Die britische Titelverteidigerin Yvonne Murray kam auf den zweiten Platz. Bronze ging an die Rumänin Gabriela Szabo.

## Bestehende Rekorde
| Weltrekord           | 8:06,11 min | Wang Junxia        | Peking, Volksrepublik China | 13. September 1993 |
| Europarekord         | 8:21,64 min | Sonia O’Sullivan   | London, Großbritannien      | 15. Juli 1994      |
| Meisterschaftsrekord | 8:30,28 min | Swetlana Ulmassowa | EM Athen, Griechenland      | 9. September 1982  |

Der bestehende EM-Rekord wurde bei diesen Europameisterschaften nicht erreicht. Die schnellste Zeit erzielte die irische Europameisterin Sonia O’Sullivan im Finale mit 8:31,85 min, womit sie lediglich 1,56 s über dem Rekord blieb. Zum Europarekord fehlten ihr 10,21 s, zum Weltrekord 25,74 s.

## Legende
| DNS | nicht am Start (did not start) |

## Vorrunde
7. August 1994
Die Vorrunde wurde in zwei Läufen durchgeführt. Die ersten fünf Athletinnen pro Lauf – hellblau unterlegt – sowie die darüber hinaus fünf zeitschnellsten Läuferinnen – hellgrün unterlegt – qualifizierten sich für das Finale.

### Vorlauf 1
| Platz | Name              | Nation         | Zeit (min) |
| ----- | ----------------- | -------------- | ---------- |
| 1     | Sonia O’Sullivan  | Irland         | 8:51,30    |
| 2     | Olga Tschurbanowa | Russland       | 8:52,47    |
| 3     | Alison Wyeth      | Großbritannien | 8:52,68    |
| 4     | Sonia McGeorge    | Großbritannien | 8:52,73    |
| 5     | Roberta Brunet    | Italien        | 8:52,80    |
| 6     | Cristina Misaros  | Rumänien       | 8:52,98    |
| 7     | Farida Fates      | Frankreich     | 8:55,17    |
| 8     | Grete Koens       | Niederlande    | 8:56,21    |
| 9     | Anita Philpott    | Irland         | 8:57,74    |
| 10    | Jelena Kaledina   | Russland       | 8:58,86    |
| 11    | Gunhild Halle     | Norwegen       | 8:59,11    |
| 12    | Renata Paradowska | Polen          | 9:01,95    |
| 13    | Estela Estévez    | Spanien        | 9:03,02    |
| 14    | Serap Aktas       | Türkei         | 9:07,04    |

### Vorlauf 2
| Platz | Name                 | Nation         | Zeit (min) |
| ----- | -------------------- | -------------- | ---------- |
| 1     | Yvonne Murray        | Großbritannien | 8:54,46    |
| 2     | Ljudmila Borissowa   | Russland       | 8:54,99    |
| 3     | Gabriela Szabo       | Rumänien       | 8:55,83    |
| 4     | Päivi Tikkanen       | Finnland       | 8:56,99    |
| 5     | Nadia Dandolo        | Italien        | 8:57,38    |
| 6     | Brynhild Synstnes    | Norwegen       | 8:58,75    |
| 7     | Hilde Stavik         | Norwegen       | 8:58,80    |
| 8     | Silvia Sommaggio     | Italien        | 8:59,58    |
| 9     | Anikó Javo           | Ungarn         | 9:01,98    |
| 10    | Milka Mikhailova     | Bulgarien      | 9:02,74    |
| 11    | Andrea Karhoff       | Deutschland    | 9:07,64    |
| 12    | Julia Vaquero        | Spanien        | 9:11,76    |
| 13    | Geraldine Hendricken | Irland         | 9:30,81    |
| DNS   | Marina Bastos        | Portugal       |            |

## Finale

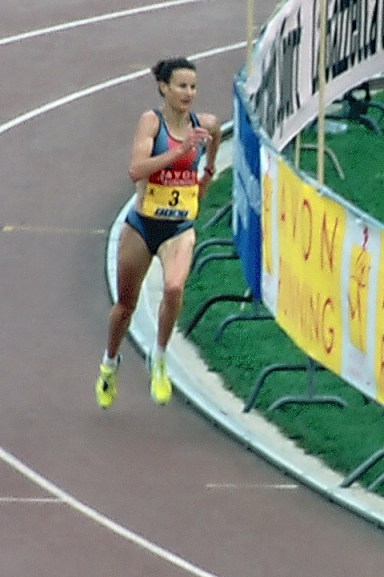
Mit Sonia O’Sullivan siegte die Olympiazweite über 1500 Meter von 1992 und Europarekordinhaberin – sie errang in den kommenden Jahren zahlreiche weitere Erfolge
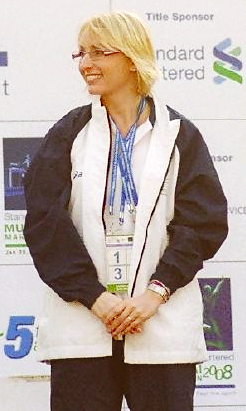
Bronze für Gabriela Szabo, die in den Jahren nach diesen Europameisterschaften eine Vielzahl weiterer Siege und Medaillen errang

10. August 1994
| Platz | Name               | Nation         | Zeit (min) |
| ----- | ------------------ | -------------- | ---------- |
| 1     | Sonia O’Sullivan   | Irland         | 8:31,85    |
| 2     | Yvonne Murray      | Großbritannien | 8:36,48    |
| 3     | Gabriela Szabo     | Rumänien       | 8:40,08    |
| 4     | Olga Tschurbanowa  | Russland       | 8:40,48    |
| 5     | Ljudmila Borissowa | Russland       | 8:41,71    |
| 6     | Alison Wyeth       | Großbritannien | 8:45,76    |
| 7     | Farida Fates       | Frankreich     | 8:46,04    |
| 8     | Nadia Dandolo      | Italien        | 8:49,42    |
| 9     | Cristina Misaros   | Rumänien       | 8:49,69    |
| 10    | Roberta Brunet     | Italien        | 8:50,76    |
| 11    | Sonia McGeorge     | Großbritannien | 8:51,55    |
| 12    | Anita Philpott     | Irland         | 8:54,79    |
| 13    | Brynhild Synstnes  | Norwegen       | 8:59,17    |
| 14    | Päivi Tikkanen     | Finnland       | 9:06,93    |
| 15    | Grete Koens        | Niederlande    | 9:14,35    |

## Videolinks
- 4886 European Track & Field 3000m Women, www.youtube.com, abgerufen am 3. Januar 2023
- When Sonia O'SULLIVAN Won The 3000m European Championships Helsinki 1994, www.youtube.com, abgerufen am 3. Januar 2023